# Rónafalu
Rónafalu (ukránul: Жборівці [Zsborivci]) település Ukrajnában, Kárpátalján, a Munkácsi járásban.

## Fekvése

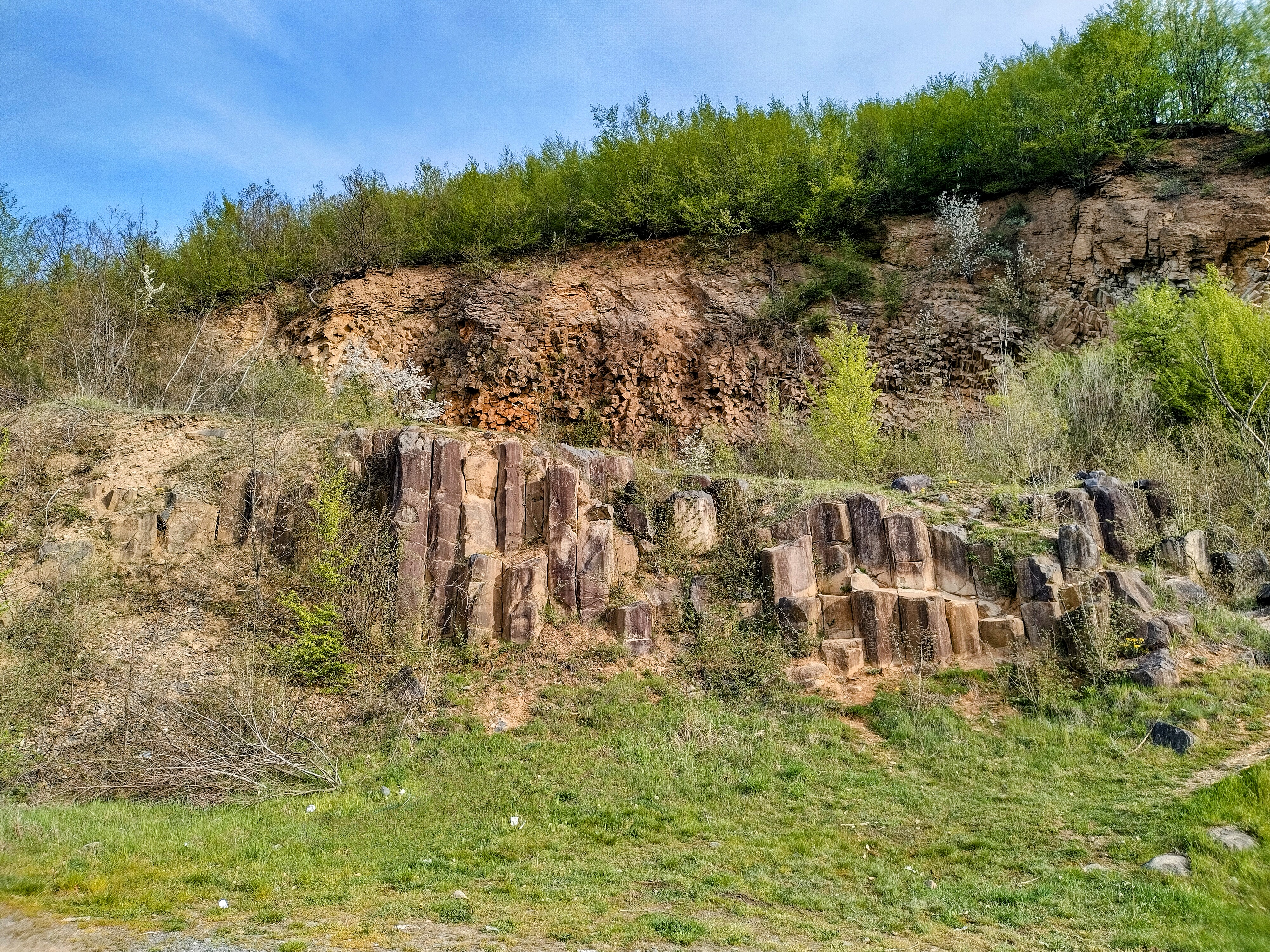
Rónafalui bazaltoszlopok

Munkácstól északra, Kölcsény északi szomszédjában fekvő település. Keresztülfolyik rajta a Viznice.

## Története
A trianoni békeszerződés előtt Bereg vármegye Latorczai járásához tartozott.
1910-ben 200 lakosából 19 német, 181 ruszin volt. Ebből 181 görögkatolikus, 19 izraelita volt.